# Taraxacum dissimile
Taraxacum dissimile là một loài thực vật có hoa trong họ Cúc. Loài này được Dahlst. miêu tả khoa học đầu tiên năm 1911.